# Lovaspóló az 1920. évi nyári olimpiai játékokon
Az 1920. évi nyári olimpiai játékokon a lovaspólóban négy csapat mérkőzött meg, a házigazda belga csapat csak negyedik lett.

## Éremtáblázat
(Az egyes számoszlopok legmagasabb értéke, vagy értékei vastagítással kiemelve.)
| Az 1920. évi nyári olimpiai játékok éremtáblázata lovaspólóban | Az 1920. évi nyári olimpiai játékok éremtáblázata lovaspólóban | Az 1920. évi nyári olimpiai játékok éremtáblázata lovaspólóban | Az 1920. évi nyári olimpiai játékok éremtáblázata lovaspólóban | Az 1920. évi nyári olimpiai játékok éremtáblázata lovaspólóban | Olimpia  |
| -------------------------------------------------------------- | -------------------------------------------------------------- | -------------------------------------------------------------- | -------------------------------------------------------------- | -------------------------------------------------------------- | -------- |
|                                                                | Ország                                                         | Arany                                                          | Ezüst                                                          | Bronz                                                          | Összesen |
| 1.                                                             | Nagy-Britannia (GBR)                                           | 1                                                              | 0                                                              | 0                                                              | 1        |
|                                                                |                                                                |                                                                |                                                                |                                                                |          |
| 2.                                                             | Spanyolország (ESP)                                            | 0                                                              | 1                                                              | 0                                                              | 1        |
|                                                                |                                                                |                                                                |                                                                |                                                                |          |
| 3.                                                             | Egyesült Államok (USA)                                         | 0                                                              | 0                                                              | 1                                                              | 1        |
|                                                                |                                                                |                                                                |                                                                |                                                                |          |
| Összesen                                                       | Összesen                                                       | 1                                                              | 1                                                              | 1                                                              | 3        |

## Érmesek
| Az 1920. évi nyári olimpiai játékok érmesei lovaspólóban                                   | Az 1920. évi nyári olimpiai játékok érmesei lovaspólóban                    | Az 1920. évi nyári olimpiai játékok érmesei lovaspólóban  | Az 1920. évi nyári olimpiai játékok érmesei lovaspólóban |
| ------------------------------------------------------------------------------------------ | --------------------------------------------------------------------------- | --------------------------------------------------------- | -------------------------------------------------------- |
| Arany                                                                                      | Ezüst                                                                       | Bronz                                                     |                                                          |
| Nagy-Britannia (GBR)                                                                       | Spanyolország (ESP)                                                         | Egyesült Államok (USA)                                    |                                                          |
| Teignmouth Melville Frederick Barrett John Wodehouse, 3rd Earl of Kimberley Vivian Lockett | Leopoldo de La Maza Justo de San Miguel Alvaro de Figueroa José de Figueroa | Arthur Harris Terry Allen John Montgomery Nelson Margetts |                                                          |

## Eredmények

### Elődöntők
| 1920. július 25. |  | Spanyolország (ESP) | 13 – 3 | Egyesült Államok |  |  |
| 1920. július 25. |  |                     |        |                  |  |  |

| 1920. július 26. |  | Nagy-Britannia (GBR) | 8 – 3 | Belgium |  |  |
| 1920. július 26. |  |                      |       |         |  |  |

### Bronzmérkőzés
| 1920. július 28. |  | Egyesült Államok (USA) | 11 – 3 | Belgium |  |  |
| 1920. július 28. |  |                        |        |         |  |  |

### Döntő
| 1920. július 31. |  | Nagy-Britannia (GBR) | 13 – 11 | Spanyolország |  |  |
| 1920. július 31. |  |                      |         |               |  |  |